# Meccanismo di fuga
Meccanismo di fuga (Escape!) è un racconto fantascientifico scritto da Isaac Asimov. Pubblicato per la prima volta nell'agosto del 1945 con il titolo Paradoxical Escape sulla rivista Astounding Science Fiction. Fa parte dell'antologia Io, Robot ed è stato pubblicato nell'edizione italiana di tale raccolta nel 1963 con il titolo di Evasione.
È l'ultimo racconto in cui appare la coppia Powell e Donovan. Nel racconto viene narrata l'invenzione di motore in grado di raggiungere velocità superluminale.

## Trama
Molte organizzazioni di ricerca stanno lavorando per sviluppare l'unità per viaggiare nell'iperspazio. La società US Robots and Mechanical Men Inc. si appresta, assieme alle altre sue maggiori concorrenti, alla costruzione del suddetto motore, che permetterà un giorno agli esseri umani di viaggiare oltre i confini del sistema solare. Ma lo staff della US Robots è diffidente perché, nello svolgere i calcoli, una delle loro rivali, la Consolidated Robots, ha accidentalmente distrutto il proprio supercomputer (non-positronico) fornendogli i dati in maniera tale da causargli un blocco spontaneo.
La US Robots però, senza darsi per vinta, trova un modo per dare le informazioni al proprio supercomputer, un'intelligenza artificiale positronica, conosciuto come Cervello, senza che anche questo si auto-blocchi, somministrandogli il problema in piccole quantità e sdrammatizzando le sue responsabilità, dicendogli che anche se fosse implicato il danneggiamento di esseri umani,  Cervello non deve sentirsi responsabile di questo. Così Cervello, grazie all'ausilio di robot sotto le sue esplicite direttive, progetta e costruisce una nave iperspaziale. Una volta finito l'assemblaggio, Powell e Donovan vengono reclutati per collaudare la navicella, ma essa decolla senza che essi ne siano inizialmente consapevoli. Essi scoprono a questo punto che Cervello è diventato anche un grosso burlone: infatti non ha costruito alcun pannello di controllo per la navigazione, e né docce né letti. L'unica cosa presente per la loro sussistenza è un piccolo cubicolo che fornisce loro cibo spartano.
Finito il viaggio e ritornati sulla Terra, dopo aver affrontato i primi due salti nell'iperspazio di tutta la storia umana, Powell e Donovan raccontano alla dottoressa Susan Calvin tutto quello che era loro successo durante la traversata. Elaborando una sua teoria, basata sulla non esistenza all'interno dell'universo, per un istante, della navicella e del suo equipaggio, Calvin conclude che Cervello, essendo entrato in conflitto con la prima legge della robotica dato che i due uomini, anche se solo per un momento, potevano essere considerati morti, si era dato allo humor per cercare un metodo di evasione (anche se parziale) dalla realtà a cui andava incontro. In effetti era stato proprio quel conflitto a mandare in pezzi il supercomputer della Consolidated Robots che, trovandosi di fronte alla richiesta di uccidere degli esseri umani, era andato incontro alla autodistruzione. Invece Cervello, avendo ricevuto specifiche istruzioni di non curarsi del danneggiamento o persino della morte di esseri umani, era riuscito a proseguire nei calcoli fino a scoprire che la situazione di morte durava in realtà soltanto un momento, nonostante il solo concepimento di questa situazione avesse costretto Cervello a rifugiarsi nello humor per evitare di auto-distruggersi.